# Museo archeologico nazionale di Luni
Il Museo archeologico nazionale di Luni ha sede a Luni, in provincia della Spezia, ed ospita numerosi reperti archeologici rinvenuti durante gli scavi nell'area dell'antica città romana di Luna. Il museo è situato nell'area degli scavi in cui è possibile visitare i reperti portati alla luce, tra cui l'imponente anfiteatro, in buone condizioni di conservazione e costruito nel II secolo.
Dal dicembre 2014 il Ministero per i beni e le attività culturali lo gestisce tramite il Polo museale della Liguria, nel dicembre 2019 divenuto Direzione regionale Musei.

## Descrizione

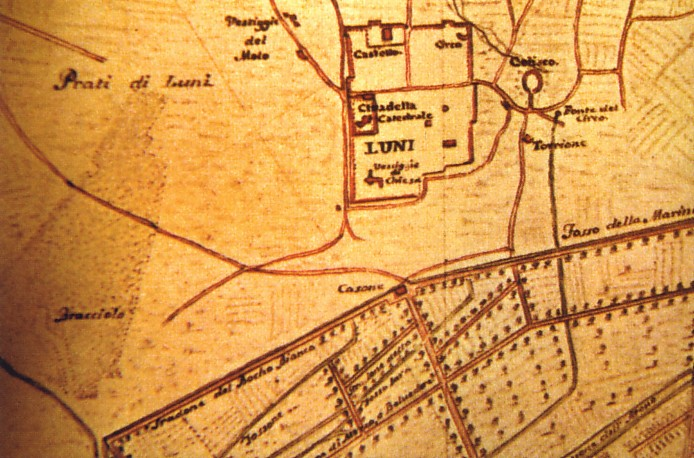
Planimetria dei resti di Luni (XVIII secolo)

Il percorso museale è dislocato attraverso diverse sedi, all'interno dell'area archeologica.  Nella principale sede espositiva sono esposti reperti organizzati nelle sezioni dedicate alla statuaria e alla ritrattistica, alla ceramica, alla numismatica, agli oggetti d’uso comune e da toilette in vetro e bronzo.
Al primo piano la sezione epigrafica posta e la ricostruzione (con materiale originale) delle domus lunensi, approntata, a scopo didattico, per le scolaresche.
Le sezioni tematiche dedicate all'architettura sacra, all'edilizia privata e all'epigrafia sono dislocate nell'area archeologica, in prossimità dei monumenti da cui provengono gli stessi ritrovamenti. La prima espone l’apparato decorativo del Capitolium dedicato a Giove, Giunone e Minerva (con un meraviglioso frammento di pavimentazione repubblicana in opus signinum o cocciopesto), e del Grande Tempio (antefisse raffiguranti Artemide Persica).
Nella sezione dedicata all'edilizia privata sono invece esposti mosaici ed affreschi provenienti dalle più notevoli residenze di lusso dell'antica Luni : la domus dei mosaici, la domus degli affreschi e la domus di Oceano. Infine, la sezione epigrafica o lapidario presenta alcune iscrizioni in marmo e bronzo dal contenuto essenziale per la storia dell’antica Luna, fra cui l’iscrizione in lamina di bronzo che riporta i nomi dei due magistrati che appaltarono e collaudarono il capitolium.
Il percorso di visita nell'area archeologica comprende invece il Decumano Massimo (tratto urbano della via Aurelia), la casa dei Mosaici, la Domus settentrionale e, soprattutto, il portico del Foro con ambienti legati all'attività commerciale del luogo quali le tabernae, ovvero le botteghe proposte alla distribuzione delle vivande.
Di particolare interesse sono i resti degli antichi apprestamenti realizzati per lo stoccaggio delle merci deperibili, dai quali si possono ricavare le cognizioni e le tecniche romane, in materia di conservazione e "refrigerazione" delle derrate alimentari.
Non mancano, infine, i resti di grandi edifici pubblici fra cui l’anfiteatro, gli impianti termali e il teatro.